# Abraham de Bull
Abraham Johannes de Bull ( Amsterdam, 11 december 1823 - Baarn, 24 september 1888) was een journalist en schrijver. 
Na zijn opleiding voor de handel, werd hij redacteur bij de Amsterdamsche Courant die toen nog hoorde bij de gemeente Amsterdam. Zijn artikelen hadden onderwerpen als binnen- en buitenlandse staatkunde, kunst en letteren. In november 1852 deed de gemeenteraad de verliesgevende courant van de hand. De krant werd toen overgenomen door de Bull en J. van Tonga. De Bull zou in 1879 het hoofdredacteurschap overdragen aan F.C. de Brieder. Later werd hij oppercorrector bij het Nieuws van de Dag. Zijn door W.F. Wehmeyer gegraveerd portret, naar een tekening van J.H. Neuman, verscheen in het tijdschrift Aurora van 1852.

## Schrijver
Abraham de Bull schreef verzen en novellen en was bevriend met Jacob van Lennep en Hendrik Jan Schimmel. Tollens en  Potgieter dienden hem als voorbeeld, met Potgieter dreef hij de spot met de jansaliegeest van die tijd. Ook kaartte hij politieke, sociale en religieuze onderwerpen aan in zijn werk. Hij trad op als declamator en Nutslezer van de Maatschappij tot Nut van het Algemeen.  
Op zijn tweeëntwintigste jaar werd zijn gedicht Cecilia opgenomen in De Gids. Zijn talrijke bijdragen verschenen sindsdien in almanakken en tijdschriften. In 1848 was hij medeoprichter van De Spektator. Ook werkte hij mee aan Tijdspiegel en Kunstkroniek. Tussen 1849 en 1863 verschenen gedichten van zijn hand. In 1871 verscheen bij Roelants in Schiedam zijn verzamelde gedichten.
- Een Beeld der toekomst (1849)
- De val van Jerusalem, treurspel met J. van Lennep, Amsterdam, J. Noordendorp (1850)
- Verspreide gedichten (1851), waarin opgenomen de ledige stoel (1842)
- Novellen (1853)
- Binnenhuisjes (1861)

De Bull verbleef in de zomermaanden veel in Baarn. Bij zijn overlijden was hij partner van Maria Johanna Heijnsius. Acht dagen na zijn dood werd hij bijgezet in het familiegraf op de Oude Begraafplaats aan de Berkenweg in Baarn. Naast hem ligt zijn jong gestorven zoon Abraham Johannes.
- Biografisch Portaal: 05874102
- Digitale Bibliotheek voor de Nederlandse Letteren: bull001
- Gemeinsame Normdatei: 17280843X
- International Standard Name Identifier: 0000 0001 2214 1339
- Nederlandse Thesaurus van Auteursnamen: 068684363
- Système universitaire de documentation: 145171833
- Virtual International Authority File: 103835457
- WorldCat: E39PBJdmj34hxyMh9xGFqT7CQq